# Zapasy na Letnich Igrzyskach Olimpijskich 1980 – kategoria do 74 kg w stylu wolnym
Zmagania mężczyzn w wadze 74 kg to jedna z dziesięciu męskich konkurencji w zapasach w stylu klasycznym rozgrywanych podczas Letnich Igrzysk Olimpijskich 1980. Pojedynki w tej kategorii wagowej odbyły się w dniach 28 – 30 lipca.

## Klasyfikacja[2]
| Pozycja | Nazwisko              | Kraj            |
| ------- | --------------------- | --------------- |
| 1       | Walentin Rajczew      | Bułgaria        |
| 2       | Dżamcyn Dawaadżaw     | Mongolia        |
| 3       | Dan Karabin           | Czechosłowacja  |
| 4       | Pawieł Pinigin        | ZSRR            |
| 5       | Ryszard Ścigalski     | Polska          |
| 6       | Rajinder Singh        | Indie           |
| 7       | István Fehér          | Węgry           |
| 8       | Riccardo Niccolini    | Włochy          |
| 9       | Reinhold Steingräber  | NRD             |
| .       | Marin Pârcălabu       | Rumunia         |
| 11      | Khojawahid Zahedi     | Afganistan      |
| 12      | Kiro Ristov           | Jugosławia      |
| 13      | Fitz Walker           | Wielka Brytania |
| 14      | Rudolf Marro          | Szwajcaria      |
| .       | Bartholomäus Brötzner | Austria         |
| .       | Isaie Tonye           | Kamerun         |
| .       | Ibrahim Khalil Juma   | Irak            |
| .       | Bani Merje Fawaz      | Syria           |

## Zasady
Przyjęto zasadę punktów karnych, gdzie zdobycie sześciu punktów lub więcej eliminowało zawodnika z turnieju. Kolejność miejsc medalowych ustalona została w specjalnej rundzie finałowej, z udziałem trzech zawodników z najmniejszą liczbą takich punktów.
- TPP — Punkty karne razem
- MPP — Punkty karne pojedynku
- TF — Łopatki
- DQ — Dyskwalifikacja za pasywność
- IN — Kontuzja przeciwnika
- D2 — Dyskwalifikacja obu zawodników za pasywność

## Punktacja
- 0 — Wygrana na łopatki, przewagę techinczną, pasywność, kontuzję
- 0.5 — Wygrana na punkty  (8-11 punktów różnicy)
- 1 — Wygrana na punkty  (1-7 punktów różnicy)
- 2 — Dyskwalifikacja za pasywność, zwycięzca również był pasywny
- 3 — Przegrana na punkty (1-7 punktów różnicy)
- 3.5 — Przegrana na punkty (8-11 punktów różnicy)
- 4 — Przegrana na łopatki, przewagę techiczną, pasywność, kontuzję

## Wyniki[3]

### Pierwsza runda
| TPP | MPP |                      | Wynik\|Czas |                       | MPP | TPP |
| --- | --- | -------------------- | ----------- | --------------------- | --- | --- |
| 0   | 0   | Khojawahid Zahedi    | TF / 5:39   | Bani Merje Fawaz      | 4   | 4   |
| 3   | 3   | Reinhold Steingräber | 8 - 14      | Rajinder Singh        | 1   | 1   |
| 0   | 0   | Walentin Rajczew     | TF / 4:20   | Bartholomäus Brötzner | 4   | 4   |
| 0   | 0   | Riccardo Niccolini   | TF / 8:46   | Marin Pârcălabu       | 4   | 4   |
| 4   | 4   | Isaie Tonye          | TF / 2:09   | Dżamcyn Dawaadżaw     | 0   | 0   |
| 0   | 0   | Ryszard Ścigalski    | TF / 2:45   | Ibrahim Khalil Juma   | 4   | 4   |
| 0   | 0   | Pawieł Pinigin       | TF / 0:52   | Rudolf Marro          | 4   | 4   |
| 4   | 4   | Fitz Walker          | 6 - 25      | István Fehér          | 0   | 0   |
| 1   | 1   | Dan Karabin          | 9 - 2       | Kiro Ristov           | 3   | 3   |

### Druga runda
| TPP | MPP |                       | Wynik\|Czas |                      | MPP | TPP |
| --- | --- | --------------------- | ----------- | -------------------- | --- | --- |
| 4   | 4   | Khojawahid Zahedi     | TF / 4:54   | Reinhold Steingräber | 0   | 3   |
| 8   | 4   | Bani Merje Fawaz      | TF / 0:55   | Rajinder Singh       | 0   | 1   |
| 0   | 0   | Walentin Rajczew      | TF / 7:59   | Riccardo Niccolini   | 4   | 4   |
| 8   | 4   | Bartholomäus Brötzner | TF / 8:01   | Marin Pârcălabu      | 0   | 4   |
| 8   | 4   | Isaie Tonye           | TF / 1:58   | Ryszard Ścigalski    | 0   | 0   |
| 0   | 0   | Dżamcyn Dawaadżaw     | TF / 2:42   | Ibrahim Khalil Juma  | 4   | 8   |
| 0   | 0   | Pawieł Pinigin        | TF / 1:24   | Fitz Walker          | 4   | 8   |
| 8   | 4   | Rudolf Marro          | TF / 2:59   | Dan Karabin          | 0   | 1   |
| 1   | 1   | István Fehér          | 8 - 6       | Kiro Ristov          | 3   | 6   |

### Trzecia runda
| TPP | MPP |                      | Wynik\|Czas |                    | MPP | TPP |
| --- | --- | -------------------- | ----------- | ------------------ | --- | --- |
| 7   | 4   | Reinhold Steingräber | 6 - 25      | Walentin Rajczew   | 0   | 0   |
| 4   | 3   | Rajinder Singh       | 8 - 8       | Riccardo Niccolini | 1   | 5   |
| 7   | 3   | Marin Pârcălabu      | 4 - 9       | Dżamcyn Dawaadżaw  | 1   | 1   |
| 4   | 4   | Ryszard Ścigalski    | TF / 7:11   | Pawieł Pinigin     | 0   | 0   |
| 5   | 4   | István Fehér         | IN / 3:14   | Dan Karabin        | 0   | 1   |
| 4   |     | Khojawahid Zahedi    |             | DNA                |     |     |

### Czwarta runda
| TPP | MPP |                    | Wynik\|Czas |                   | MPP | TPP |
| --- | --- | ------------------ | ----------- | ----------------- | --- | --- |
| 7   | 3   | Rajinder Singh     | 8 - 12      | Walentin Rajczew  | 1   | 1   |
| 9   | 4   | Riccardo Niccolini | 2 - 20      | Dżamcyn Dawaadżaw | 0   | 1   |
| 4   | 0   | Ryszard Ścigalski  | DQ / 6:48   | István Fehér      | 4   | 9   |
| 4.5 | 3.5 | Dan Karabin        | 1 - 11      | Pawieł Pinigin    | 0.5 | 0.5 |

### Piąta runda
| TPP | MPP |                   | Wynik\|Czas |                   | MPP | TPP |
| --- | --- | ----------------- | ----------- | ----------------- | --- | --- |
| 2   | 1   | Walentin Rajczew  | 9 - 4       | Ryszard Ścigalski | 3   | 7   |
| 5   | 4   | Dżamcyn Dawaadżaw | D2 / 7:08   | Pawieł Pinigin    | 4   | 4.5 |
| 4.5 |     | Dan Karabin       |             | Bez walki         |     |     |

### Round 6
| TPP | MPP |                  | Wynik\|Czas |                   | MPP | TPP |
| --- | --- | ---------------- | ----------- | ----------------- | --- | --- |
| 7.5 | 3   | Dan Karabin      | 5 - 6       | Dżamcyn Dawaadżaw | 1   | 6   |
| 2   | 0   | Walentin Rajczew | TF / 1:59   | Pawieł Pinigin    | 4   | 8.5 |

### Runda finałowa
Zaliczone pojedynki z wcześniejszych rund
| TPP | MPP |                   | Wynik\|Czas |                   | MPP | TPP |
| --- | --- | ----------------- | ----------- | ----------------- | --- | --- |
|     | 3   | Dan Karabin       | 5 - 6       | Dżamcyn Dawaadżaw | 1   |     |
| 6   | 3   | Dan Karabin       | 6 - 10      | Walentin Rajczew  | 1   |     |
| 4   | 3   | Dżamcyn Dawaadżaw | 5 - 6       | Walentin Rajczew  | 1   | 2   |